# カームビーズ・アーターバーイー
カームビーズ・アーターバーイー (ラテン文字:Kambiz Atabay、ペルシア語: كامبيز آتابای、テヘラン生、1939年2月2日 - ) は、イラン出身の元アジアサッカー連盟 (AFC) 会長である。アーターバーイーは1976年8月1日から1978年12月9日までAFC会長を務めた。彼は元イランサッカー連盟会長でもあり、会長職を1972年10月17日から1979年2月17日まで務めた。